# Aktuárius
Az aktuárius olyan szakember, aki a kockázatok pénzügyi hatásait elemzi, és a következtetésekből levont módszereket alkalmazza a gyakorlatban. Az aktuárius matematikai (valószínűségszámítási, statisztikai) és közgazdasági (pénzügyi, befektetési, számviteli) ismeretek felhasználásával, a gyakorlatban felhasználható, számszerűsített válaszokat ad a kockázatok pénzügyi hatásainak kezelésére.
Az aktuárius (német-francia-angol eredetű szó) szó jelentése kétrétű: egyrészt, a biztosító társaságok biztosítási matematikusi feladatokat is ellátó, kiemelt felelősségű szakemberét jelenti, akinek feladata különösen a kockázatarányos díjak kiszámítása, illetve a biztonságos működéshez szükséges matematikai feladatok elvégzése. Másik jelentésében bírósági hivatalnok, aki aktuális tárgyalásokról készít hiteles jegyzőkönyvet, okiratot, valamint ezek megőrzésére, kiadmányozására hivatott.

## Az aktuáriusok Magyarországon
Magyarországon az aktuáriusok elsősorban biztosítóknál, nyugdíjpénztáraknál, a társadalombiztosítás területén, tanácsadó irodáknál, könyvvizsgálóknál és a pénzügyi szabályozó hatóságnál (Magyar Nemzeti Bank) fejtik ki a kockázatkezelést érintő tevékenységüket, illetve az egyetemeken (Budapesti Corvinus Egyetem, Eötvös Loránd Tudományegyetem) oktatják az aktuárius tudomány és gyakorlat alapjait. Jellemzően számos aktuárius dolgozik bankoknál, befektetési bankoknál és alapkezelőknél is.

## Szakmai szervezetek

### Magyarországon
- a Magyar Aktuárius Társaságot 1991-ben alapították. 2006-ban mintegy 150 tagja és 80 minősített tagja volt. Teljes jogú tagja az International Actuarial Association-nek és a European Actuarial Association-nek (korábbi neve:Groupe Consultatif).

### Külföldön
- a Casualty Actuarial Society, Society of Actuaries és az American Academy of Actuaries (Egyesült Államok);
- az Institute of Actuaries (Anglia és Wales);
- a Faculty of Actuaries in Skócia;
- az Institute of Actuaries of Australia (Ausztrália);
- a Canadian Institute of Actuaries (Kanada);
- a Deutsche Aktuarvereinigung e.V. (Németország);
- a Royal Association of Belgian Actuaries (Belgium);
- a Danish Actuarial Society (Dánia);
- a Society of Actuaries in Ireland (Írország);
- a Actuarial Association of Europe (az EU-hoz lazán kötődő, 35 európai ország aktuáriusait képviselő tanácsadó szervezet);
- az International Actuarial Association;
- az International Association of Consulting Actuaries.